# Смерть ради смерти
Сме́рть ра́ди сме́рти — детективный милицейский роман Александры Марининой из цикла о Насте Каменской. Опубликован в 1995 году.

## Сюжет
Следователь Ольшанский ведет дело о разглашении тайны усыновления. Неизвестный звонит супругам Красниковым и вымогает у них деньги под угрозой сообщения их 15-летнему сыну о том, что они его усыновили. Вскоре шантажиста задерживают, и Ольшанский узнает от него, что сведения о тайне усыновления он получил от некоего Александра Галактионова, который, как выясняется, убит. Однако непонятно, откуда эти сведения у самого Галактионова. По просьбе Ольшанского ответить на этот вопрос ему помогают сотрудники уголовного розыска, задействованные в расследовании убийства Галактионова. В процессе работы в поле зрения одного из этих сотрудников Анастасии Каменской попадает дело об убийстве, совершенном сотрудником научно-исследовательского института Григорием Войтовичем, и последующем самоубийстве виновного. Выясняется, что оно связано с убийством Галактионова. Затем, анализируя при помощи компьютера статистику насильственных преступлений в Москве, Каменская обнаруживает странную картину: в одном из районов уровень преступности резко снизился, а в соседнем наоборот повысился. Каждая из этих областей на карте Москвы образует петлю, а вместе они напоминают знак бесконечности (∞), центром которого является научно-исследовательский институт, в котором работал Григорий Войтович. Пытаясь распутать этот клубок, Каменская попадает в смертельно опасную игру.
«…сталкиваясь со злом, нередко угрожающим ей самой, Каменская находит силы ему сопротивляться, преодолевать страх, доводить свое дело до конца. Эта сила во многом определяется нравственной позицией Каменской, что и формирует этику героини, как в личной, так и в профессиональной сфере. В романе „Смерть ради смерти“ она, отказываясь участвовать в работе специальной бригады, созданной по расследованию громкого преступления, произносит горький и острый монолог по проблеме отношения властей к раскрытию преступлений, совершенных в отношении и к известным, и к обыкновенным гражданам.»

## Отзывы и критика
Александра Леонтьева отмечает, что «элементы критики современного состояния общества также характерны для полицейского романа. Тема коррупции и непрофессионализма в правоохранительных органах и властных структурах также обязательна. У Марининой в „Мужских играх“ и „Смерти ради смерти“ опасность исходит не только от безумных учёных и преступников-террористов, но и от органов госбезопасности».

## Адаптации и переводы
Роман был экранизирован режиссёром Юрием Морозом в первой части телесериала «Каменская».
Наталья Волкова пишет, что переводы Марининой на чешский язык, в том числе «Смерть ради смерти», «не имели громкого успеха».